# Blera badia
Blera badia là một loài ruồi trong họ Ruồi giả ong (Syrphidae). Loài này được Walker mô tả khoa học đầu tiên năm 1849. Blera badia phân bố ở miền Tân bắc